# Gang Gang Dance
Gang Gang Dance är en experimentell musikgrupp från Brooklyn, New York och är registrerat på skivbolaget The Social Registry. Bandet har blivit känt i New Yorks indierock-kretsar för sitt utmärkande sound, och brukar ibland kallas neo-primitiv. 
De har spelat tillsammans med band som Architecture in Helsinki, Sonic Youth, Spank Rock, Massive Attack, Animal Collective, Black Dice och TV on the Radio.

## Diskografi

### Studioalbum
- 2004 – Revival of the Shittest
- 2004 – Gang Gang Dance
- 2005 – God's Money
- 2008 – Saint Dymphna
- 2011 – Eye Contact
- 2018 – Kazuashita

### EP-skivor
- 2005 – Hillulah
- 2007 – RAWWAR
- 2010 – Kamakura

### DVD
- 2007 – Retina Riddim